# 佘韫珠
佘韫珠（1907年—2009年），女，江苏南京人，中国护理专家，曾任天津市立护士学校校长，天津市第一中心医院副院长。